# Лісник Віорел Павлович
Віоре́л Па́влович Лісни́к — молодший сержант Збройних сил України, учасник російсько-української війни.

## Короткий життєпис
Народився 23 жовтня 1979 року в селі Горток Чимішлійського району Молдови. У 1995 році закінчив загальноосвітню школу-інтернаті села Борщі Котовського (нині — Подільського) району Одеської області.
Проживав в селі Черняхівське із дружиною Іриною. Мобілізований під час першої хвилі, командир розвідвідділення, 28-ма окрема механізована бригада.
25 грудня 2014-го підірвався на міні ОЗМ-72 — на «нейтральній смузі» потрапив на розтяжку між Пісками і Первомайським (Ясинуватський район). Тоді ж загинув начальник розвідки бригади майор Олександр Кушнірук.
Вдома лишилась дружина. Похований в селі Черняхівське, Іванівський район.

## Нагороди та вшанування
- Указом Президента України № 311/2015 від 4 червня 2015 року, «за особисту мужність і високий професіоналізм, виявлені у захисті державного суверенітету та територіальної цілісності України, вірність військовій присязі», нагороджений орденом «За мужність» III ступеня (посмертно)[1].
- 3 грудня 2015 року в селі Борщі на фасаді будівлі загальноосвітньої школи-інтернат, де навчався Віорел Лісник, йому було відкрито меморіальну дошку.
- Вшановується в меморіальному комплексі «Зала пам'яті», в щоденному ранковому церемоніалі 25 грудня[2][3].